# Caldwell-Luc-Operation

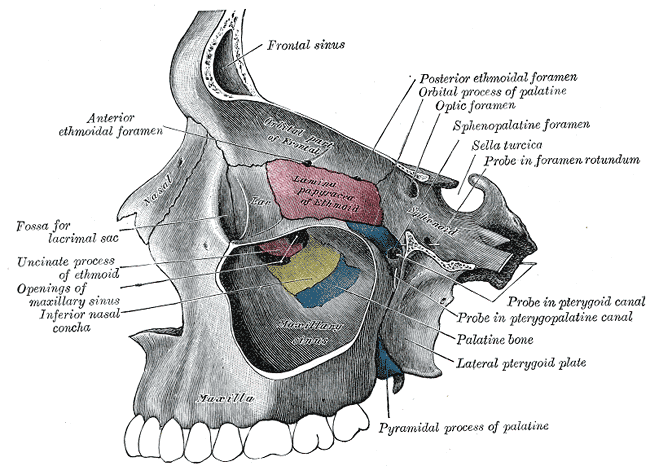
Blick auf die Kieferhöhle

Unter einer Caldwell-Luc-Operation (benannt nach George Walter Caldwell und Henri Luc) versteht man eine Radikaloperation der Kieferhöhle, bei der die gesamte Kieferhöhlenschleimhaut bei einer konservativ nicht beherrschbaren chronischen Sinusitis maxillaris (Kieferhöhlenentzündung) entfernt wird. Diese früher übliche Radikaloperation wird nicht mehr so radikal vorgenommen. Die wandständige Schleimhaut wird belassen; entfernt werden nur die polypösen zentralen Anteile. Gleichzeitig wird ein Fenster zum unteren Nasengang in der lateralen Nasenwand angelegt, um einen besseren Abfluss von Eiter und Sekret aus der Kieferhöhle zu erreichen. Aus dem unteren Nasengang wird eine Schleimhautfalte in die Kieferhöhle eingeklappt, wodurch neues Schleimhautepithel in die Kieferhöhle wachsen kann.